# Польська Екстраліга з хокею 2012—2013
Чемпіонат Польщі з хокею 2013 — 78-ий чемпіонат Польщі з хокею, чемпіоном став клуб Краковія Краків.

## Регулярний сезон
| М  | Команда            | І  | В  | ВО | ВБ | ПО | ПБ | П  | Ш       | О  |
| -- | ------------------ | -- | -- | -- | -- | -- | -- | -- | ------- | -- |
| 1. | КХ Сянок           | 38 | 28 | 1  | 1  | 2  | 0  | 6  | 161:99  | 90 |
| 2. | ГКС (Ястшембе)     | 38 | 21 | 1  | 3  | 1  | 1  | 11 | 157:106 | 73 |
| 3. | ГКС Тихи           | 38 | 20 | 1  | 3  | 1  | 0  | 13 | 155:108 | 69 |
| 4. | Краковія Краків    | 38 | 18 | 1  | 1  | 1  | 1  | 16 | 153:120 | 60 |
| 5. | ГКС Катовіце       | 38 | 17 | 0  | 3  | 1  | 0  | 17 | 133:115 | 58 |
| 6. | Унія (Освенцім)    | 38 | 16 | 0  | 0  | 4  | 1  | 17 | 115:141 | 53 |
| 7. | Заглембє Сосновець | 38 | 0  | 0  | 2  | 1  | 1  | 32 | 86:228  | 12 |
| 8. | КС «Торунь»        | 14 | 1  | 0  | 1  | 0  | 0  | 12 | 24:67   | 5  |

Скорочення: М = підсумкове місце, І = ігри, В = перемоги, ВО = перемога в овертаймі, ВБ = перемога по булітах, ПО = поразки в овертаймі, ПБ = поразки по булітах, П = поразки,  Ш = закинуті та пропущені шайби, О = набрані очки

## Найкращі бомбардири
Список 5-ох найкращих гравців, сортованих за очками.
| №  | Гравець           | Команда         | І  | Г  | П  | Очк. |
| -- | ----------------- | --------------- | -- | -- | -- | ---- |
| 1. | Патрік Вальчак    | Краковія Краків | 38 | 15 | 41 | 56   |
| 2. | Ріхард Краль      | ГКС (Ястшембе)  | 37 | 26 | 27 | 53   |
| 3. | Лешек Ляшкевич    | Краковія Краків | 38 | 23 | 25 | 48   |
| 4. | Ярослав Розанські | Унія (Освенцім) | 38 | 16 | 32 | 48   |
| 5. | Матеуш Данелюк    | ГКС (Ястшембе)  | 37 | 25 | 22 | 47   |

## Плей-оф

### Чвертьфінали
КХ Сянок вільний від матчів.
- Краковія Краків — ГКС Катовіце 3:0 (3:1, 2:1 Б, 2:1 Б)
- ГКС (Ястшембе) — Заглембє Сосновець 3:0 (7:0, 3:0, 7:1)
- ГКС Тихи — Унія (Освенцім) 3:1 (4:5 Б, 9:1, 6:3, 2:1)

### Півфінали
- Краковія Краків — КХ Сянок 4:2 (4:3 ОТ, 3:6, 5:4, 3:1, 6:7, 3:1)
- ГКС (Ястшембе) — ГКС Тихи 4:0 (5:3, 4:3 Б, 3:2 Б, 4:0)

### Серія матчів за 3 місце
- ГКС Тихи — КХ Сянок 3:1 (6:2, 3:2, 1:4, 4:3 ОТ)

### Фінал
- Краковія Краків — ГКС (Ястшембе) 4:3 (3:2, 2:1 Б, 4:1, 4:5, 0:5, 2:3, 6:2)

## Найкращий бомбардир плей-оф
Лешек Ляшкевич (Краковія Краків) 20 очок (8+12)

## Втішний раунд
| М  | Команда            | І | В | ВО | ВБ | ПО | ПБ | П | Ш    | О  |
| -- | ------------------ | - | - | -- | -- | -- | -- | - | ---- | -- |
| 5. | ГКС Катовіце       | 4 | 3 | 0  | 0  | 0  | 1  | 0 | 22:8 | 10 |
| 6. | Унія (Освенцім)    | 4 | 2 | 0  | 1  | 0  | 0  | 1 | 21:8 | 8  |
| 7. | Заглембє Сосновець | 4 | 0 | 0  | 0  | 0  | 0  | 4 | 5:32 | 0  |

Скорочення: М = підсумкове місце, І = ігри, В = перемоги, ВО = перемога в овертаймі, ВБ = перемога по булітах, ПО = поразки в овертаймі, ПБ = поразки по булітах, П = поразки,  Ш = закинуті та пропущені шайби, О = набрані очки

## І Ліга

### Фінальна серія І ліги
- Полонія Битом — Подгале (Новий Тарг) 3:2 (4:5, 5:2, 6:4, 2:3, 3:0)

## ІІ Ліга

### Фінал ІІ ліги
- ПТХ Познань — КТХ Криниця 6:11 (0:2,1:3,5:6)